# Exposición Universal de Chicago (1933)

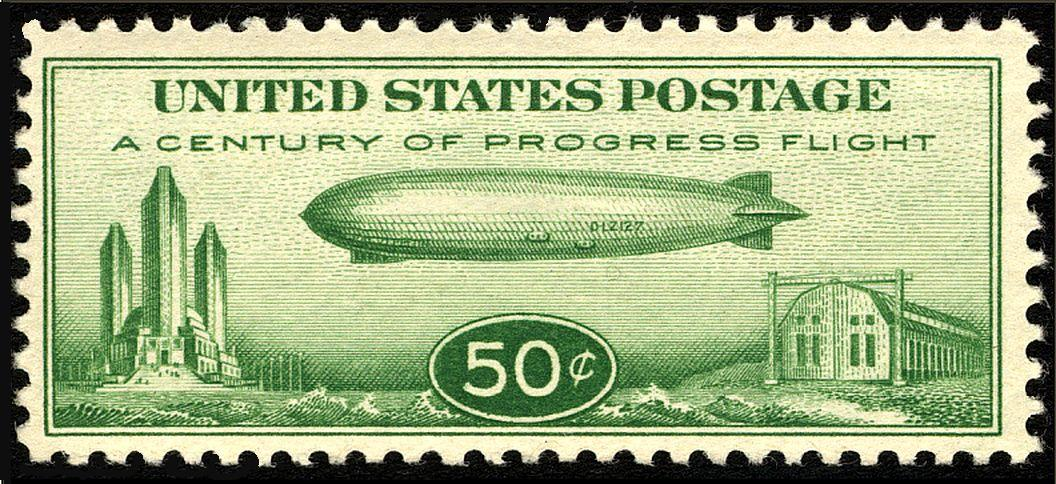
Sello conmemorativo de la exposición.

La Exposición Universal de Chicago de 1933 tuvo lugar del 27 de mayo al 12 de noviembre de dicho año en la ciudad estadounidense de Chicago. Posteriormente la muestra volvería a abrir sus puertas en una segunda sesión del 1 de junio al 31 de octubre de 1934. El tema de la exposición fue "Un Siglo de Progreso", aludiendo a la celebración del centenario de la ciudad.
El Burnham Park albergó la exposición, que ocupó una superficie de 170 hectáreas. La muestra recibió la visita de 38 872 000 personas en total, contando con las dos sesiones: 22 317 221 visitantes en 1933 y 16 554 779 en 1934.

## Países participantes
En esta exposición internacional participaron 16 países de forma oficial:
| Países participantes | Países participantes | Países participantes | Países participantes |
| -------------------- | -------------------- | -------------------- | -------------------- |
| Brasil               | Checoslovaquia       | China                | Costa Rica           |
| Egipto               | España               | Estados Unidos       | Irlanda              |
| Italia               | Japón                | Luxemburgo           | Marruecos            |
| México               | Noruega              | Polonia              | Suecia               |

También participaron aunque de manera no oficial Alemania, Francia, Canadá, Reino Unido, Dinamarca y el Mandato Británico de Palestina.